# 源泉镇
源泉镇，是中华人民共和国山東省淄博市博山区下辖的一个乡镇级行政单位。

## 行政区划
源泉镇下辖以下地区：
岳东村社区、岳西村社区、源东村、源西村、源北村、西山村、郑家村、黄台村、西高村、东高村、泉河村、麻庄村、南坡村、珍珠村、麻峪村、西皮村、中皮村、南崮山北村、南崮山南村、北崮山村、东崮山村、天津湾西村、天津湾东村、岳庄东村、岳庄西村、南庄村、岱庄东村、岱庄西村、岱庄北村和岱庄南村。